# Gregers Gram (statsminister)
 For alternative betydninger, se Gregers Gram. (Se også artikler, som begynder med Gregers Gram)
Gregers Winther Wulfsberg Gram (10. december 1846 på Moss – 1. august 1929) var en norsk statsminister, farfar til modstandsmanden Gregers Gram.
Gram hører til en gammel norsk slægt, som nedstammer i lige linje fra den fra Skottertoget under Sinclair bekendte foged Lars Gram i Gudbrandsdalen. Gregers Gram blev student 1864 og cand. jur. 1869. Efter et års praksis som sorenskriverfuldmægtig og derpå et års studieophold i Frankrig var han fra 1873 ansat i Justitsdepartementet indtil sommeren 1875, da han udnævntes til norsk medlem af den internationale domstol i Ægypten, hvor han efter 3 Gange gentagne årlige valg fungerede som præsident ved tribunalet i Ismaïlia, et i mange henseender vanskeligt tillidshverv, som han dog viste sig fuldkommen voksen. 1879 blev han efter sit ønske forflyttet til domstolen i Alexandria, men fratrådte maj 1882 sin stilling i Ægypten (om hvis justitsreform og internationale domstol han har ladet trykke et par afhandlinger i Norsk Retstidende for 1878 og 1880) og vendte tilbage til Norge, hvor han 1883-84 var konstitueret amtmand i Nordlands Amt og derpå fra 1884 ekstraordinær assessor i Højesteret. 
Ved dannelsen af Emil Stangs første ministerium blev han 12. juni 1889 udnævnt til norsk statsminister i Stockholm, men dimissionerede 6. marts 1891 sammen med sine øvrige kolleger i regeringen og trådte tilbage til sin tidligere stilling i Højesteret. 1892 blev han udnævnt til medlem af den internationale voldgiftsdomstol, som sad sammen i Paris i spørgsmålet angående sælfangsten i Beringstrædet. Da Emil Stang dannede sit andet ministerium 2. maj 1893, vandt han på ny den økonomisk uafhængige Gram for statsministerstillingen i Stockholm, hvilken post denne også modtog i blandingsministeriet Hagerup ved dettes dannelse i oktober 1895, indtil dettes afløsning af det Steenske ministerium af 17. februar 1898. Gram gik da tilbage til sit tidligere embede som stiftamtmand i Hamar og amtmand i Hedemarken, en stilling han beklædte til han i 1915 søgte sin afsked. 
Ved siden deraf har han flere gange indehaft ærefulde internationale dommerhverv, ligesom han fra 17. november 1900 har været det første af Norge opnævnte medlem af den faste voldgiftsdomstol i Haag, hvilket mandat senere blev fornyet hvert 6. år. I den længe svævende sag mellem Japan på den ene side og England, Frankrig og Tyskland på den anden side angående spørgsmålet om fritagelse for skat (den såkaldte house-tax) af gesandtskabsboligerne i Tokio blev Gram 1903 udnævnt til voldgiftsdommer og opmand, hvorefter sagen fandt sin definitive afgørelse 1909. Ved kongelig resolution af 9. februar 1909 blev Gram udnævnt til norsk voldgiftsmand i den af professor Henning Matzen præsiderede voldgiftsret, som i henhold til Karlstad-konventionen af 26. oktober 1905 mellem Norge og Sverige angaaende svenske samers ret til at søge næring på norsk område skulle afgøre spørgsmålet om denne rets udstrækning (den såkaldte "renbeitesag"). 
Siden 1904 har Gram været medlem af Institut De Droit International. 1910-11 var han medlem af en voldgiftsdomstol mellem Frankrig og England angående udleveringspligt ligeoverfor den indisk politiske forbryderen Vinayak Damodar Savarkar. 1912 valgtes han til medlem af det internationale Carnegiefonds bestyrelse. 1913 foretog han en rejse til Amerika for efter opfordring af American Society of International Law at afgive udtalelse om Panamakanalafgifterne. 1914 blev han præsident for en international voldgiftskommission angående gruberettigheder m. v. i Marokko, en domstol, som arbejdede i Paris.